# Wild Peacock in Transit
Wild Peacock in Transit  ist ein Jazzalbum der Formation SORBD. Die im November 2022 im Kühlspot Social Club in Berlin entstandenen Aufnahmen erschienen am 19. Juli 2024 auf Relative Pitch Records.

## Hintergrund
SORBD ist ein internationales, in Berlin ansässiges Quintett, das fünf Musikerinnen aus der Improvisationsmusik- und Free-Jazz-Szene vereint. Mit dabei sind die deutsche Klarinettistin Edith Steyer, die japanische Pianistin Rieko Okuda, die deutsche Kontrabassistin Isabel Rößler (die bei einigen Aufführungen von SORBD durch die französische Kontrabassistin Marion Ruault ersetzt wurde), die portugiesische Schlagzeugerin und Perkussionistin Sofia Borges und die dänische Altsaxophonistin Mia Dyberg (der Gruppenname ergibt sich aus den Anfangsbuchstaben der Nachnamen). Okuda hat zuvor zwei Duo-Alben mit Dyberg aufgenommen, Nigatsu 二月 und Naboer, die 2019 bzw. 2020 von Dyberg veröffentlicht wurden. Borges hat zuvor mit Dyberg und Okuda im Red List Ensemble zusammengearbeitet (Scope, Creative Sources, 2020) und mit Steyer im Quartett Pink Monads aufgenommen (Multiple Visions of the Now, 4DaRecord, 2023).
Peacock In Transit ist das Debütalbum dieses Quintetts und wurde im November 2022 im Kühlspot Social Club in Berlin-Weißensee aufgenommen. Es enthält neun Stücke, fünf Stücke sind Kompositionen, eines von jeder Musikerin, und die anderen vier Stücke werden SORBD zugeschrieben.

## Titelliste
- SORBD: Wild Peacock in Transit (Relative Pitch Records RPR1189)[2]

1. Liquid Tiles (Sofia Borges) 10:02
2. Good Morning 07:09
3. Ende Gelände I 0:45
4. Love Story Between Fast and Slow Motion (Mia Dyberg) 2:55
5. Pfaueninsel – Peacock Island (Edith Steyer) 4:22
6. Ende Gelände II 0:35
7. Graphic Ballad (Isabel Rößler) 5:06
8. Pen – Pong (Rieko Okuda) 8:53
9. Ende Gelände III 0:46

Wenn nicht anders vermerkt, stammen die Kompositionen von SORBD.

## Rezeption
Das Eröffnungsstück «Liquid Tiles» von Borges präge bereits die weitreichende Klangvision dieses Quintetts, da es zeitgenössische Konzepte in seine kollektive Improvisation einführt und gleichzeitig die unterschiedlichen Idiome der fünf Musiker und natürlich die treibende rhythmische Kraft von Borges hervorhebe, schrieb Eyal Hareuveni in Salt Peanuts. Die Quintettstücke würden unterschiedliche Konstellationen und herausfordernde, konzeptionelle Kompositionsskizzen suggerieren, die alle eine tiefe interaktive Verspieltheit verfestigen und SORBDs überraschende Momente verführerischer und sinnlicher Klangbilder betonen, manchmal sogar kurze, freudige und intensive (die „Ende Gelände“-Stücke). Wild Peacock in Transit sei ein beeindruckendes und vielversprechendes Album eines ambitionierten Quintetts begabter und einfallsreicher Komponistinnen und Improvisatorinnen.